# 沙拐枣
沙拐枣（学名：Calligonum mongolicum）为蓼科沙拐枣属的植物。种加名 mongolicum 意为“蒙古的”。

## 形态
沙拐枣为一年生枝绿色灌木，有关节。条形叶子长2－4毫米，托叶鞘膜质；淡红色两性花2－3朵簇生叶腋，宽椭圆形瘦果，加上刺毛直径约10毫米，有不明显的肋状突起，每一个肋状突起有3行刺毛，刺毛有分枝，细弱并脆，容易折断。

## 適應環境
爲了適應乾燥的環境，沙拐棗的葉子細小得幾乎看不見，這樣水分就不會了麽容易蒸發；而用來吸水和養料的根部十分發達。

## 分布
分布在蒙古以及中国大陆的甘肃、新疆、内蒙古等地，生长于海拔500米至1,800米的地区，多生长在沙地、流动沙丘、沙砾质荒漠、固定沙丘、半固定沙丘和砾质荒漠的粗沙积聚处，目前尚未由人工引种栽培。

## 异名
- Calligonum potanini A. Los.